# Orde van de Nationale Held (Saint Lucia)
De Orde van de Nationale Held van het Koninkrijk Saint Lucia is een ridderorde met één enkele graad, de Ridder Grootcommandeur. In het jaar 2006 waren er vier benoemingen gedaan. De ridders mogen de titel "The Right Excellent" voeren.
Elizabeth II van het Verenigd Koninkrijk, Koningin van Saint Lucia is Grootmeesteres en de Gouverneur-generaal is President en Kanselier van deze orde.
De orde kan postuum worden verleend. De eerste benoeming was die van Robert Llewellyn Bradshaw, de voormalige premier.